# Campsicnemus mammiculatus
Campsicnemus mammiculatus är en tvåvingeart som beskrevs av Octave Parent 1929. Campsicnemus mammiculatus ingår i släktet Campsicnemus och familjen styltflugor. Inga underarter finns listade i Catalogue of Life.